# Leptostylus gibbus
Leptostylus gibbus är en skalbaggsart som först beskrevs av Degeer 1775.  Leptostylus gibbus ingår i släktet Leptostylus och familjen långhorningar.
Artens utbredningsområde är:
- Surinam.
- Venezuela.

Inga underarter finns listade i Catalogue of Life.